# Knoten Inzersdorf
Der Knoten Inzersdorf ist ein Autobahnknoten in der Metropolregion Wien und der nördliche Ausgangspunkt der Süd Autobahn, welche dort aus der Autobahn Südosttangente Wien abzweigt.

## Lage und Bauform
Der Autobahnknoten befindet sich mitten im Wiener Stadtteil Inzersdorf und ist als ein sehr langgestrecktes Autobahndreieck gebaut, welches im Prinzip aus drei Autobahngabelungen besteht. Die durchgehende Fahrbahn im Autobahnknoten bilden dabei die A2 und die A23 aus östlicher Richtung, obwohl beide Autobahnen von dieser abzweigen (TOTSO).
Die östliche Gabelung (A23-Ost) ist in einen Autobahnanschluss in Birnenform eingebettet, der die querende Sterngasse in beide Richtungen der A23 anbindet. Die Auf- und Abfahrt zur A2 liegt gegenüber, südlich der Sterngasse. An die A2 ist innerhalb des Knotens über eine weitere Gabelung die Wiener Neustädter Straße angeschlossen, die hier den Namen Triester Straße trägt.
Der Beginn der Süd Autobahn an der westlichen Gabelung ist mit einem 12 m langen Kilometerstein markiert. 

## Sonstiges
Die Lokalbahn Wien–Baden unterquert beide Autobahnen im Bereich der westlichen Gabelung des Autobahnknotens.